# Вейценберг, Аугуст
Аугуст Людвиг Вейценберг (эст. August Ludwig Weizenberg; 6 апреля 1837, Эраствере, Лифляндская губерния, Российская империя — 22 ноября 1921, Таллин, Эстония) — эстонский скульптор, последователь классицизма, основатель эстонской скульптуры. Значительное место в творчестве занимают произведения по мотивам эстонской мифологии.

## Биография
Аугуст Вейценберг родился 6 апреля 1837 года в деревне Эраствере волости Канепи, неподалёку от Выру в Ливонии, в семье бедного деревенского сапожника. В детстве был пастухом, пас скот у соседей и на мызе, а дома вырезал из дерева фигурки животных. Отправившись на заработки, батрачить на баронскую мызу, будущий зодчий впервые на фамильном баронском кладбище увидел настоящую мраморную скульптуру в виде скорбной женской фигуры.
В дальнейшем выучился на столяра. Дважды ему присуждались премии на выставках в Тарту, где демонстрировались его работы по инкрустации и машина для копки картофеля.
Весной 1862 года Вейценберг покинул родные места и с 1863 по 1873 год учился скульптуре в Берлинской, Петербургской и Мюнхенской академиях художеств.
С 1873 по 1890 год художник жил и работал в Риме, откуда совершал поездки в Санкт-Петербург, Москву, Ригу, Париж, Мюнхен, Лондон и другие города, чтобы получить заказы и экспонировать на выставках свои работы. В 1885 году был избран почётным вольным общником петербургской Академии художеств.
Скульптор неоднократно посещал Эстонию, где также выставлял свои скульптуры. В 1878 году в Таллине состоялась выставка произведений Вейценберга, которая явилась одновременно и первой выставкой скульптуры в Эстонии.
С 1890 по 1914 год скульптор работал в Санкт-Петербурге, где им были созданы скульптурные портреты выдающихся русских и эстонских деятелей культуры: Л. Н. Толстого, П. И. Чайковского, Я. Хурта, М. Веске.
В 1914 году Вейценберг переселился в Таллин, где и прожил до своей кончины 22 ноября 1921 года. Последние годы художник жил во флигеле Кадриоргского дворца. В самом дворце размещались его произведения, которые после смерти художника вместе с 80 скульптурами, купленными в 1913 году Таллинской городской управой, были переданы Эстонскому художественному музею.

## Творчество
Скульптор создал большое количество портретов, мифологических и аллегорических композиций, надгробий. Эпос «Калевипоэг» и эстонская мифология вдохновили художника на создание эпических образов и сказочных аллегорий — «Рассвет» и «Сумерки» Вейценберг изваял в 1881 году. В то же время им созданы работы «Ванемуйне», «Калевипоэг», «Ева», «Линда». В 1920 году бронзовая копия «Линды» была установлена на Шведском бастионе Вышгорода в Таллине (Линдамяги — горка Линды).
Портреты Ф. Р. Крейцвальда (примерно 1881 год, мрамор), Ф. И. Видемана (1880, гипс), К. Э. Бэра, В. Ф. Крюгера представляют большую культурно-историческую ценность.
«Портрет матери» (1879, мрамор) — первое скульптурное изображение эстонской крестьянки. К числу лучших работ Вейценберга относится и его «Автопортрет» (1880, мрамор). В мягкой манере моделирования мастером создано несколько детских головок, среди которых одной из наиболее удачных — «Голова мальчика» (1889, мрамор).
Около 200 произведений Вейценберга были сохранены в Государственном художественном музее Эстонии.